# Mitsubishi T-2
 (juin 2012).
Si vous disposez d'ouvrages ou d'articles de référence ou si vous connaissez des sites web de qualité traitant du thème abordé ici, merci de compléter l'article en donnant les références utiles à sa vérifiabilité et en les liant à la section « Notes et références ».
Le Mitsubishi T-2 est un avion d'entraînement à réaction conçu et fabriqué par le Japon. Il s'inspire clairement du SEPECAT Jaguar et est d'ailleurs équipé des mêmes moteurs (des Rolls-Royce/Turboméca Adour construits sous licence). Le T-2 a été construit à 90 exemplaires mis en service en 1975, et dérivé en avion d'attaque monoplace désigné Mitsubishi F-1.

## Conception
Au milieu des années 1960, les Forces japonaises d'autodéfense cherchaient un avion d'entraînement supersonique pouvant être dérivé en avion d'attaque, et destiné à former les futurs pilotes des F-104J Starfighter et F-4EJ Phantom II. Le Japon examina le Northrop T-38 Talon américain et le SEPECAT Jaguar franco-anglais, allant jusqu'à considérer une construction sous licence de ce dernier, avant de lancer finalement le développement d'un avion conçu localement.
Les constructeurs japonais Fuji, Kawasaki, et Mitsubishi répondirent à l'appel d'offre début 1967. En septembre de la même année, la proposition de Mitsubishi remporta le contrat, mais Fuji fut désigné sous-traitant principal. Si le T-2 s'inspire clairement du SEPECAT Jaguar, ce n'est cependant pas une copie pure et simple : le T-2 est nettement plus long, n'est pas capable d'utiliser des terrains sommaires, son aile a une extension du bord d'attaque dont est dépourvue le Jaguar, et des volets légèrement différents.
Le premier des quatre prototypes fit son vol inaugural le 20 juillet 1971. Les 90 avions de série furent livrés entre 1975 et 1988, répartis en 62 exemplaires armés et 28 autres non armés et dépourvus de radar. De 1982 à 1995, six T-2 furent utilisés par la patrouille acrobatique des Blue Impulse. Le dernier T-2 fut retiré du service en 2003.

## Variantes
- XT-2 : Prototypes.
- T-2(Z)  : Biplace d'entraînement non armé (28 exemplaires)
- T-2(K)  : Biplace d'entraînement armé (62 exemplaires)

## Utilisateurs
- Force aérienne d'autodéfense japonaise

### Développement lié
- Mitsubishi F-1

### Aéronefs comparables
- Northrop T-38 Talon
- SEPECAT Jaguar

### Ordre de désignation
- T-2 - T-4